# Калер, Карл
Карл Калер (нем. Karl Kahler, англ. Carl Kahler; 12 сентября 1856, Линц, Австро-Венгрия — 18 апреля 1906, Сан-Франциско, Калифорния, США) — австрийский художник-анималист и жанрист, работавший в Германии, Австралии и США. 

## Жизнь и творчество
Карл Калер родился в 1856 году в Линце.  В октябре 1874 года он поступил на обучение в Королевскую академию изобразительного искусства Мюнхена, где учился в классах Людвига фон Лёффца и Вильгельма фон Линденшмита-младшего. Затем продолжил изучение живописи и рисунку в Париже. После окончания учёбы Калер жил и работал в Мюнхене. Стал известен благодаря своим картинам, изображавшим кошек. 
Карл Калер принадлежал  к художникам мюнхенской школы. В период с 1881 по 1888 год выставлялся в Берлине, Вене и Мюнхене.
В 1885 году художник эмигрировал в Австралию, до 1890 года жил и работал в Мельбурне. К этому времени относятся три его полотна, посвящённые розыгрышу наград на конных скачках в Мельбурне. 
Переехав затем в США, Карл Калер создал свою самую известную картину — «Любовники моей жены» (англ. My Wife’s Lovers). Он написал её в 1891 году для жены миллионера Кейт Бёрдселл Джонсон. На полотне размером 177,8х258,4 см художник изобразил 42 кошек и котов, принадлежавших этой женщине. 
Это полотно являлось  крупнейшей по размерам картиной, когда-либо посвящённым кошкам, до создания в 2022 году художницей Еленой Гришаевой картины «Суперкотизм», в следующем году выставлявшейся в галерее Эрарта в Санкт-Петербурге. Картина стала популярной и послужила образцом для многочисленных графических копий, плакатов и цветных иллюстраций. 
В ноябре 2015 года на аукционе «Сотбис» картина была продана за 827 тысяч долларов частному покупателю из Лос-Анджелеса.
Карл Калер погиб в 1906 году во время землетрясения в Сан-Франциско.

## Галерея

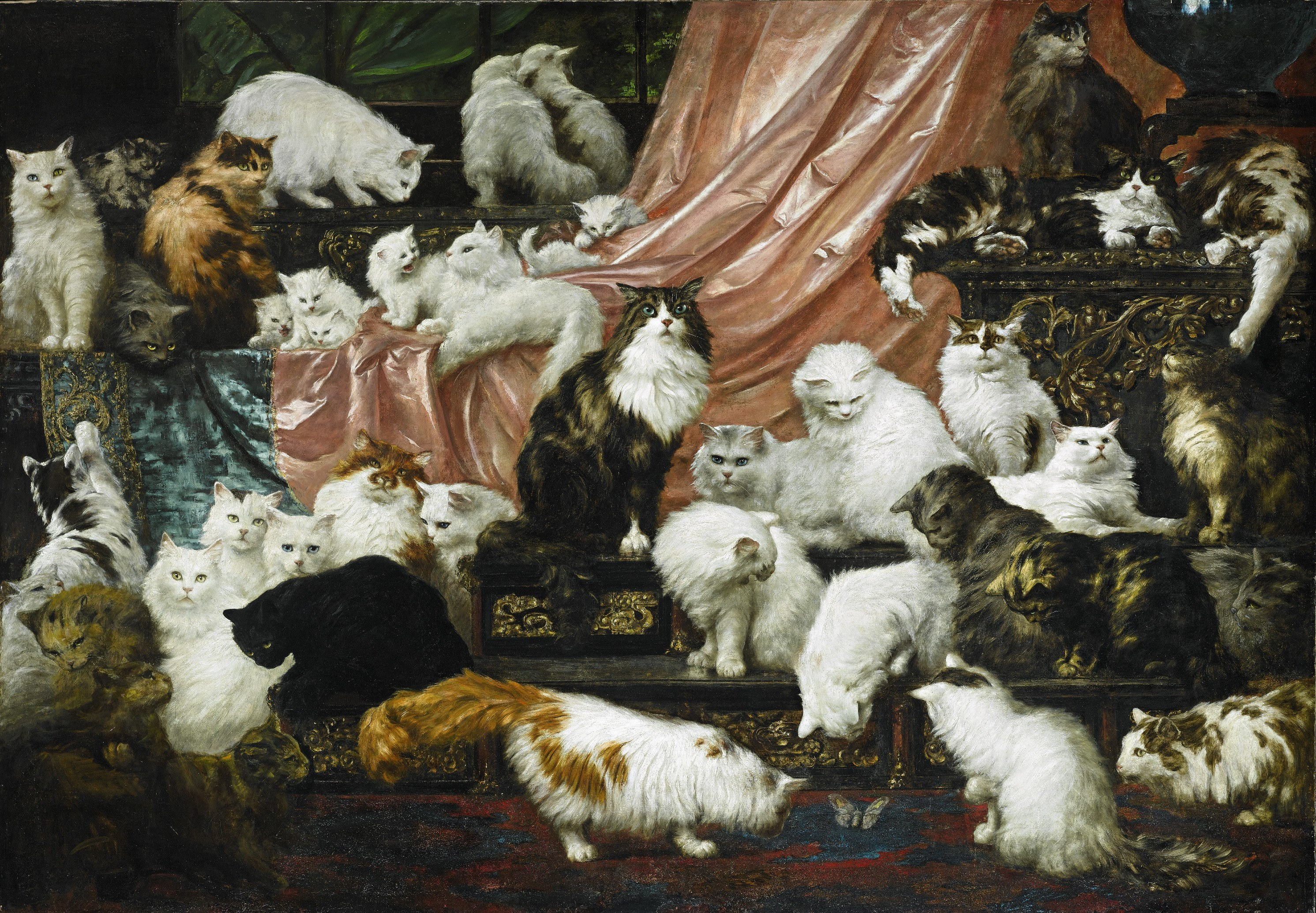
Любовники моей жены, 1891.
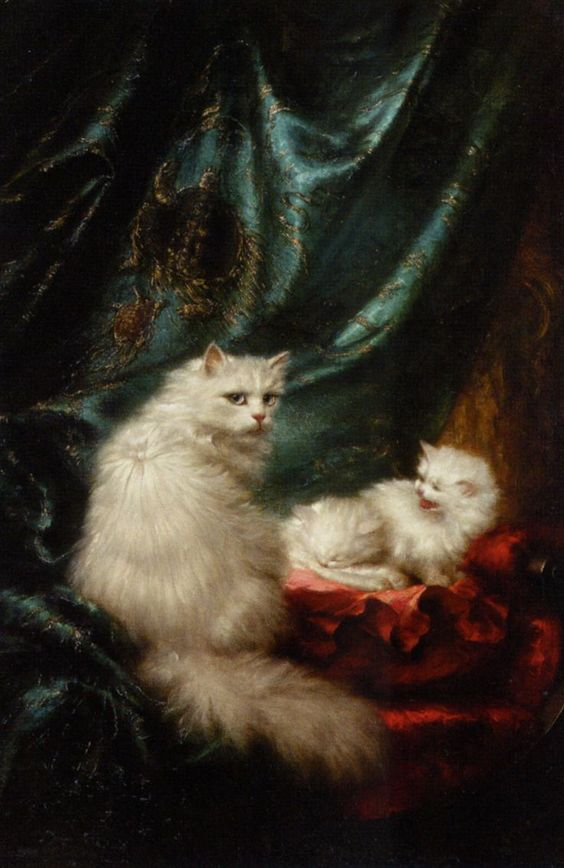
Салонные кошки.
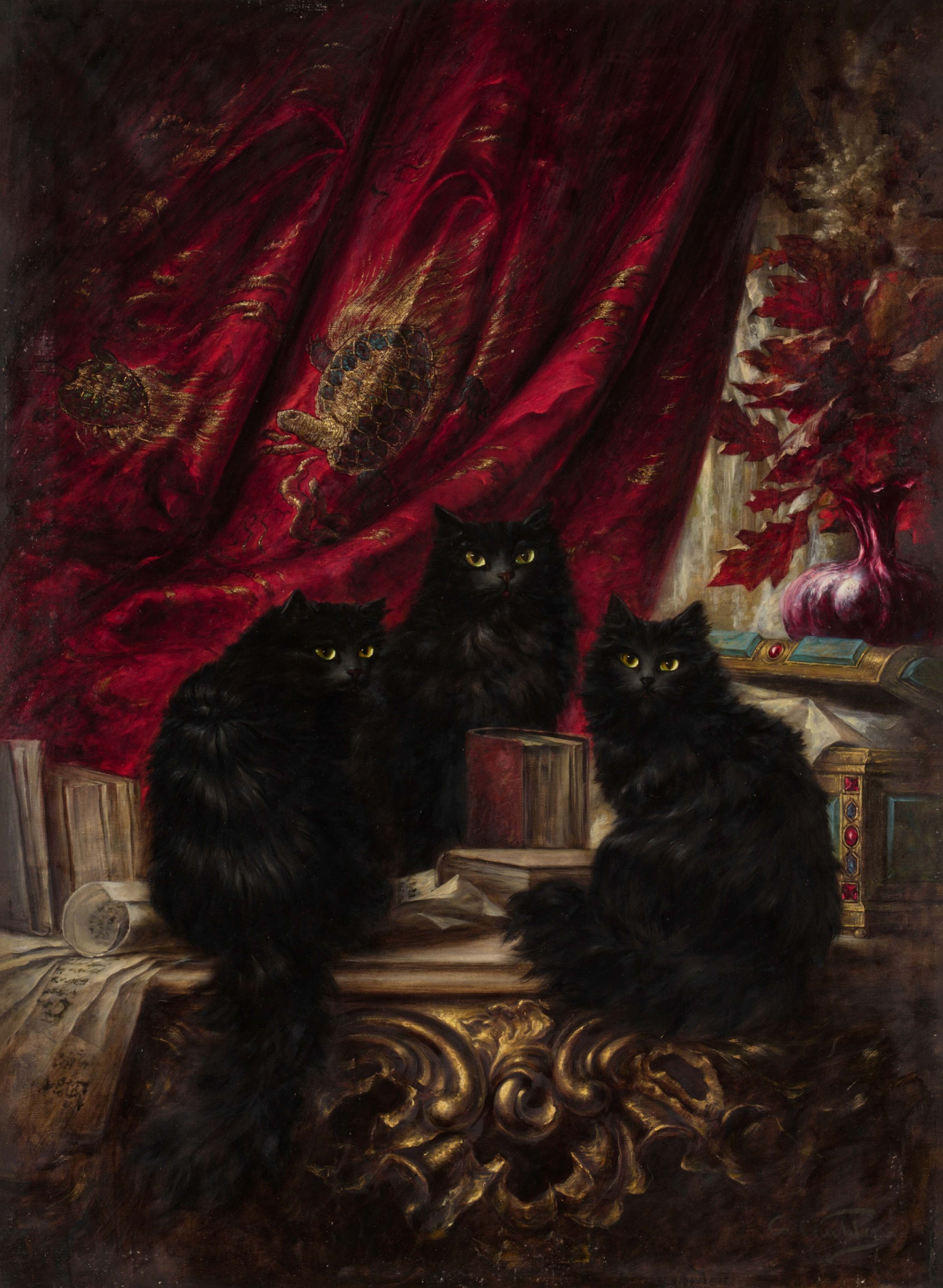
Три чёрных кота.
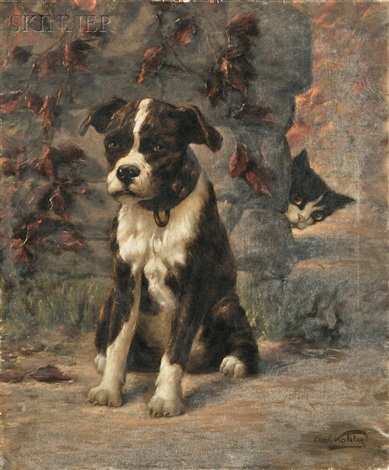
Подсматривающий  котёнок.
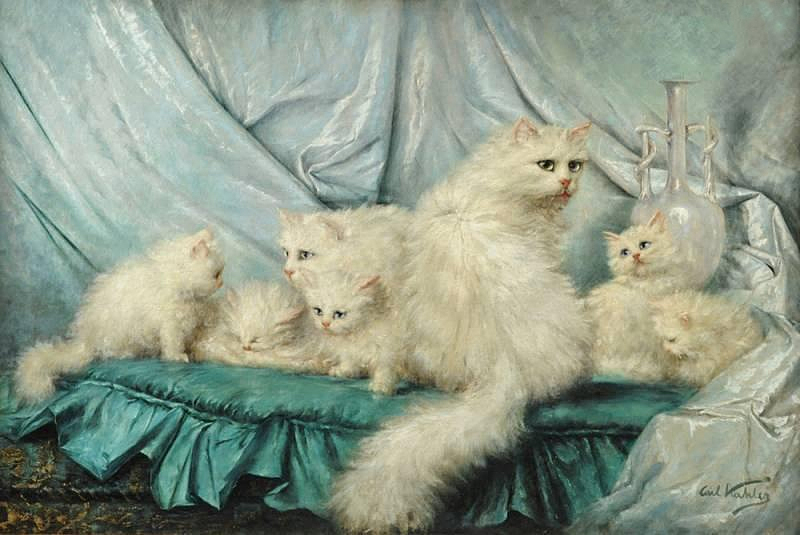
Семейный портрет.
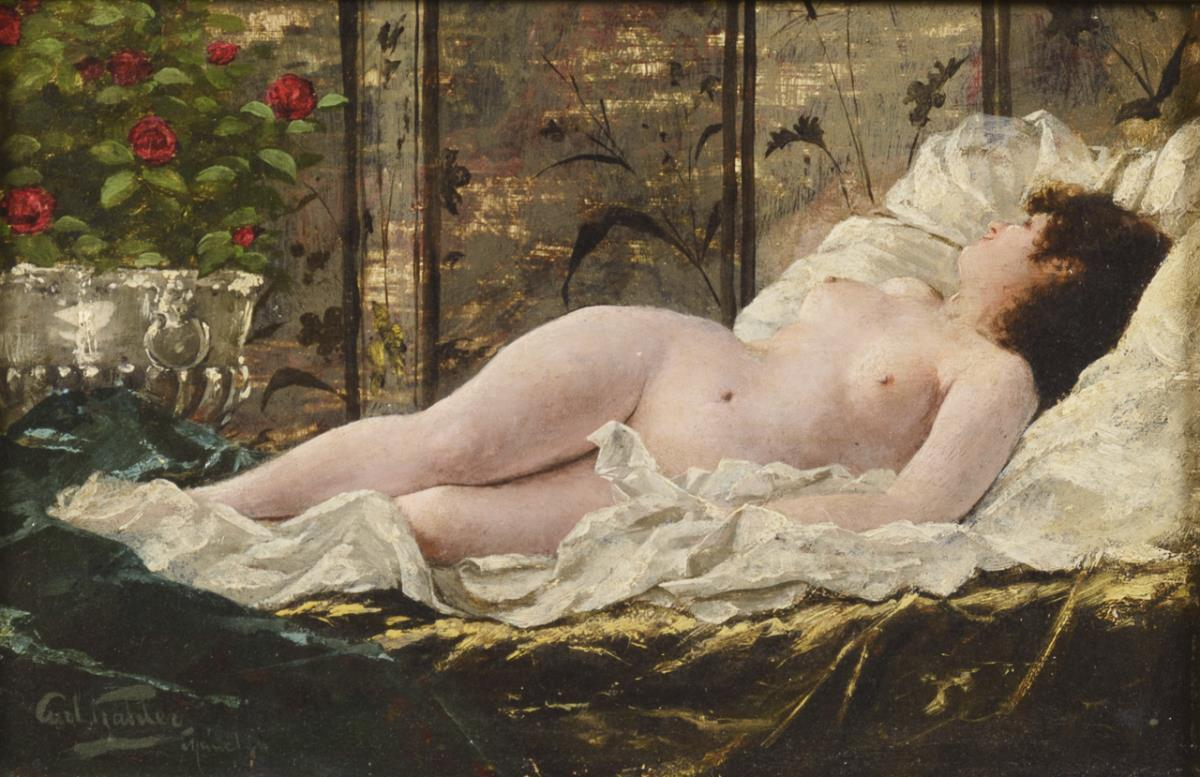
Лежащая обнажённая.